# Cementárna Turňa nad Bodvou

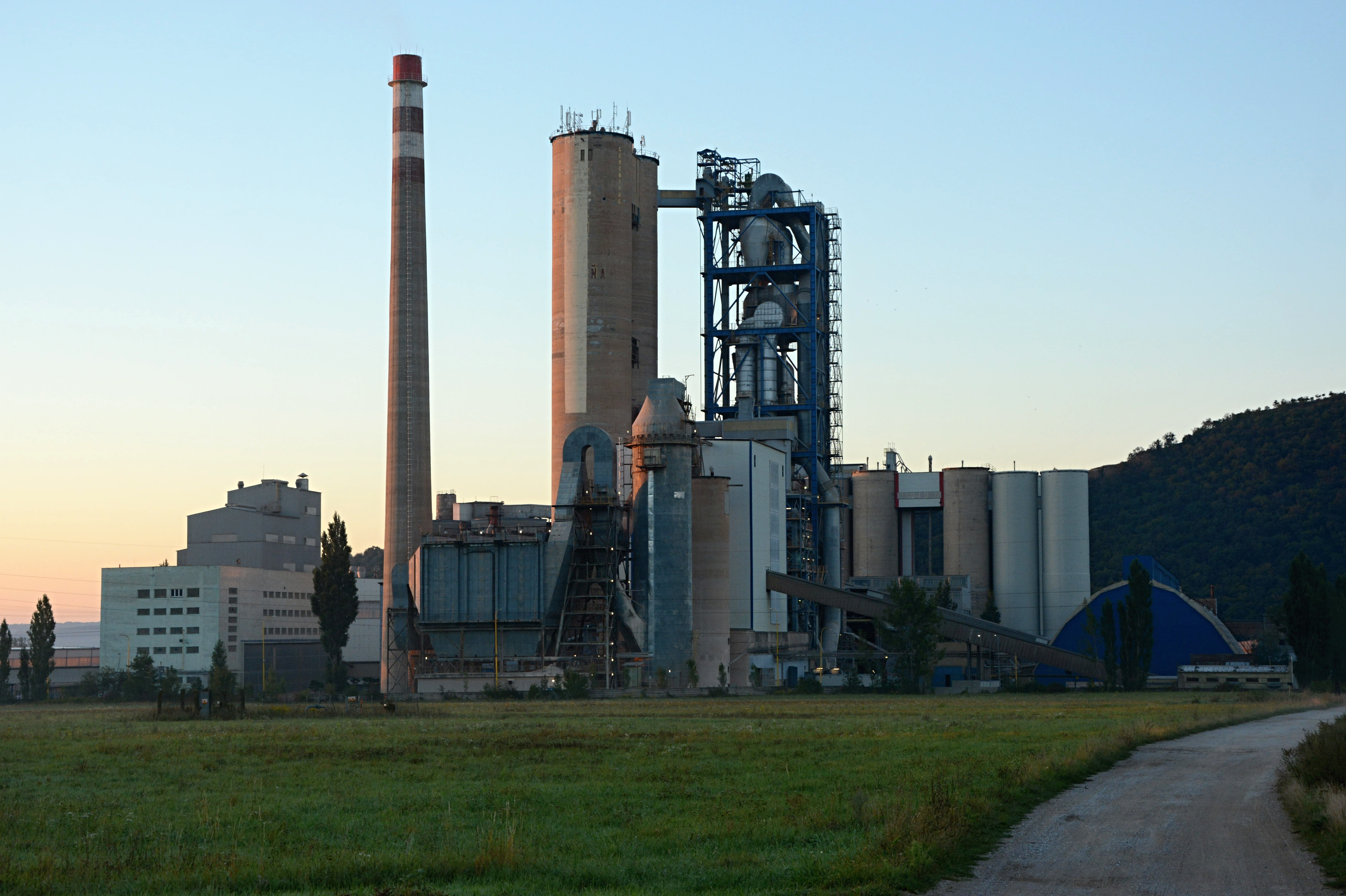
Cementárna Turňa nad Bodvou

Cementárna Turňa nad Bodvou je slovenská cementárna, která se nachází u obce Dvorníky-Včeláre v bezprostřední blízkosti hranic s Maďarskem. Dnes (stav v roce 2020) je cementárna součástí společnosti CRH (Slovensko).

## Historie
Cementárna byla vybudována v letech 1969 až 1974 v sousedství již dříve pro potřeby Východoslovenských železiarní vybudovaného vápencového lomu. Cementárna byla v rukou státu jako státní podnik Cementáreň Turňa do 1. listopadu 1994. Od tohoto data celý majetek převzala nově vytvořená akciová společnost Cementáreň Turňa. 6. srpna 2001 přešel majetek firmy a tedy i cementárna na akciovou společnost Východoslovenské stavebné hmoty (VSH), která se stala v roce 2012 součástí nadnárodního holdingu Holcim. 1. ledna 2013 VSH zanikly a jejím nástupcem se stala společnost Holcim (Slovensko) se sídlem v Rohožníku (někdejší Hirocem), která od 28. srpna 2015 vystupuje pod názvem CRH (Slovensko).

## Produkce závodu
Hlavním produktem závodu je šedý cement, denní výrobní kapacita dosahuje 2700 tun tohoto produktu. Na provozu závodu se podílí asi 160 pracovníků. K produkci cementu se využívá vápenec, který se těží v nedalekém lomu Včeláre. V cementárně je spalován rovněž odpad, ve značné míře dovážený ze zahraničí.